# Sellafield

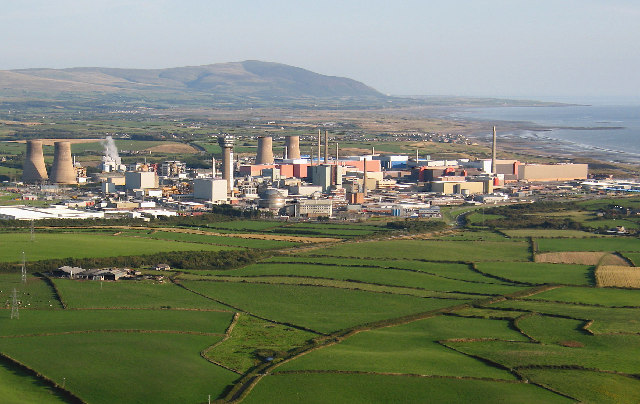
Widok Sellafield z lotu ptaka

Sellafield – zakład przerobu odpadów jądrowych w pobliżu miejscowości Seascale na wybrzeżu Morza Irlandzkiego w Kumbrii, Anglia. W skład Sellafield wchodzą między innymi, będące w fazie likwidacji: reaktor jądrowy w Windscale oraz elektrownia jądrowa Calder Hall (cztery istniejące bloki wyłączono w latach 2002-2003). 
10 października 1957 w miejscowości Windscale doszło do samozapłonu grafitowego rdzenia reaktora jądrowego. Pożar spowodował skażenie radioaktywne pobliskiej okolicy. Wypadek ten, określany od tego czasu jako pożar w Windscale, uważany jest za najbardziej tragiczny przypadek promieniotwórczego skażenia środowiska przed katastrofą w Czarnobylu w 1986 roku.
Całkowite koszty dekontaminacji, które będą w całości ponoszone przez podatników brytyjskich, są obecnie szacowane na poziomie 70 mld funtów (ok. 350 mld zł).